# LDU Loja
Liga Deportiva Universitaria de Loja, w skrócie zwany Liga de Loja, jest zawodowym ekwadorskim klubem piłkarskim z siedzibą w mieście Loja.

## Osiągnięcia
- Wicemistrz II ligi (Serie B) (2): 1990, 2004.
- Mistrz III ligi (Segunda Categoría): 2003